# 하이브리드 컴퓨터

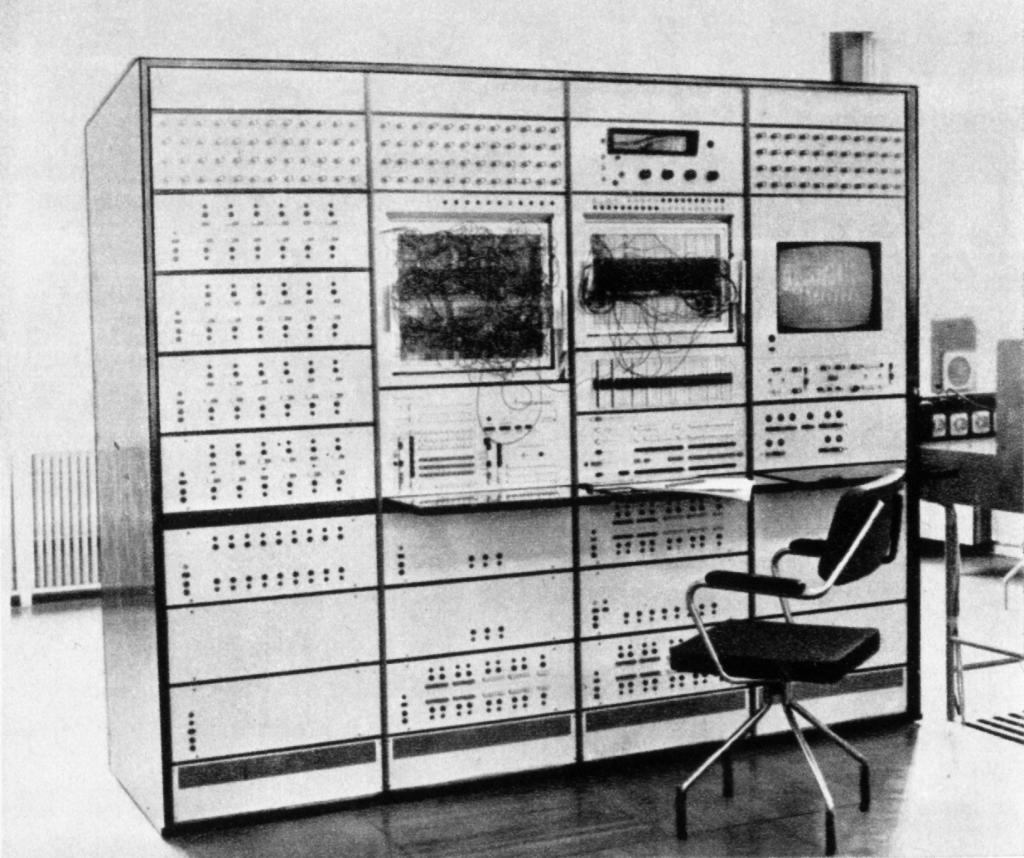
폴란드의 하이브리드 컴퓨터 WAT 1001

하이브리드 컴퓨터(hybrid computer)는 아날로그 컴퓨터와 디지털 컴퓨터의 기능을 합쳐 놓은 컴퓨터를 말한다. 디지털 부품은 일반적으로 컨트롤러 역할을 하며 논리 및 수치 연산을 제공하는 반면, 아날로그 부품은 종종 미분방정식 및 기타 수학적으로 복잡한 문제의 해결사 역할을 한다.

## 같이 보기
- 신경망